# Nephrotoma joneensis
Nephrotoma joneensis är en tvåvingeart som beskrevs av Yang 1990. Nephrotoma joneensis ingår i släktet Nephrotoma och familjen storharkrankar. Inga underarter finns listade i Catalogue of Life.